# 1518년

## 연호
- 명(明) 정덕(正德) 13년
- 일본(日本) 에이쇼(永正) 15년
- 후 레 왕조(後黎朝) 꽝티에우(光紹) 3년

## 기년
- 류큐(琉球) 쇼신왕(尚真王) 42년
- 명(明) 무종 정덕제(武宗 正德帝) 13년
- 조선(朝鮮) 중종  13년
- 후 레 왕조(後黎朝) 소종(昭宗) 3년